# Thalia Édition
 (février 2025).
Motif : Editeur vite disparu, pas d'auteurs (re)connus, pas de publications notables et aucune source. Notoriété à vérifier.
- Archive Wikiwix
- Bing
- Cairn
- DuckDuckGo
- E. Universalis
- Gallica
- Google
- G. Books
- G. News
- G. Scholar
- Persée
- Qwant
- (zh) Baidu
- (ru) Yandex
- (wd) trouver des œuvres sur Wikidata

| 1. | Préciser le motif de la pose du bandeau. | Précisez le motif de la pose du bandeau en utilisant la syntaxe suivante : {{admissibilité à vérifier\|date=mars 2025\|motif=remplacez ce texte par le motif}}                      |
| 2. | Informer les utilisateurs concernés.     | Pensez à avertir le créateur de l'article, par exemple, en insérant le code ci-dessous sur sa page de discussion : {{subst:avertissement admissibilité à vérifier\|Thalia Édition}} |

 (février 2025).
Si vous disposez d'ouvrages ou d'articles de référence ou si vous connaissez des sites web de qualité traitant du thème abordé ici, merci de compléter l'article en donnant les références utiles à sa vérifiabilité et en les liant à la section « Notes et références ».
Créée en 2005 par Aleksandra Sokolov, Thalia Édition est une maison d’édition indépendante spécialisée dans le livre d’art de sujets d’études scientifiques et des sujets d’art écrit. Depuis le 10 novembre 2011, Thalia Édition est en liquidation judiciaire.
Ce principe fondamental est également exprimé par des monographies d’artistes contemporains et par des ouvrages thématiques consacrés à des lieux et des villes d’un intérêt culturel exceptionnel.
Les ouvrages publiés proposent des textes de référence abondamment illustrés qui éclairent la compréhension de l’histoire de l’art.

## Collections

### Art & Civilisations
Cette collection, dont les premiers titres sont consacrés au monde chrétien (L’Art de l’an mil en Europe, Terre sacrée du Kosovo, Macédoine byzantine, Le Rayonnement de Byzance, L’Art russe - Icônes), s’intéresse également aux civilisations orientales et asiatiques comme avec Giuseppe Castiglione (1688-1766), peintre et architecte à la cour de Chine.

### Initiation à l’Art
Destinée à un large public d’amateurs d’art, d’étudiants et de néophytes, cette collection propose une approche claire et accessible des principes fondamentaux de l'art.

### L'objet dans l'Art
Cette collection de Thalia Éditions ouvre la voie à une nouvelle thématique traitant de sujets visuels à travers différentes formes d’art.
Titres :
- Le Champagne dans l'Art par Jean-Marie Pinçon. Quelque 60 œuvres de peintres, dessinateurs et graveurs inspirées par le vin de champagne.
- Le Sommeil dans l'Art par Lilia et Lucien Curzi-Dascalova. Le livre retrace la représentation du sommeil en faisant appel aux mythes et textes littéraires.

### Art contemporain
Consacrée à l’art contemporain depuis le début des années 1960, cette collection s’intéresse tant aux formes traditionnelles qu’aux expressions modernes de l’art.
Elle propose des monographies d’artistes contemporains tels Gottfried Salzmann, Vladimir Veličković ou Bernard Cathelin à travers les Tapisseries de l’Atelier 3.
Autres titres :
- Cataláa Libre Parcours Entretien avec Exsilio-, par Françoise Cataláa et Exsilio- ; essai consacré à l’œuvre de Cataláa présenté sous la forme d’un dialogue entre le philosophe Exsilio- et le sculpteur Françoise Cataláa.
- Pierre Pelloux, par Danielle Stéphane ; la vie et l'œuvre du peintre lyonnais Pierre Pelloux (1903-1975).

### Ateliers d'artistes
Collection initiée par Marion Chanson et consacrée aux ateliers d’artistes, cette collection dévoile, de façon quasi journalistique, l’essence du lieu de création : le quotidien des artistes.
Titres :
- Jacques Villeglé, interview & photographies de Marion Chanson
- Daniel Buren, interview & photographies de Marion Chanson
- Carlos Cruz-Diez, interview & photographies de Marion Chanson
- Jean Le Gac, par Évelyne Artaud
- Vladimir Veličković, par Évelyne Artaud
- Serge Mansau, par Philippe Bouchet
- Pierre Soulages, par Michel Ragon
- Carole Benzaken, par Thierry Novarese
- Anne et Patrick Poirier, par Évelyne Artaud
- Hervé Di Rosa, par Philippe Bouchet

### Monographies de référence
Cette collection est consacrée à des ouvrages de référence sur des artistes de toutes les époques et de toutes les nationalités. Avec, en particulier, une monographie inédite de l’artiste de l’avant-garde russe, Kazimir Malewicz le peintre absolu par Andréi Nakov, en quatre volumes.
Autres titres :
- Charles Lapicque le dérangeur, par Philippe Bouchet
- Le premier siècle de René Gruau, par Sylvie Nissen et Vincent Leret
- Sarian, par Shahen Khatchatourian
- Jacqueline Marval, 1866-1932, par François Roussier

### Patrimoine du monde
Cette collection s’attache à proposer des ouvrages qui explorent une ville, un lieu ou un pays, tant sous l’angle historique que culturel et touristique.
Titres :
- Ambre Mémoire du temps, par Camille Coppinger ; l’ambre telle qu'elle est présente dans toutes les formes de l’art à travers le monde, amulette ou talisman, chapelet ou bijou rare, objet usuel ou marqueterie précieuse.
- Les jardins initiatiques du château de Versailles, par Jean Erceau ; comment décrypter la symbolique de la statuaire des jardins du Parc de Versailles
- Impératrices sur la Riviera, par Hughes de la Touche ; cet ouvrage, illustré de documents inédits, suit les pas des souveraines qui ont séjourné et aimé les rivages méditerranéens.
- Jaipur. Ville nouvelle du XVIIIe siècle au Rajasthan
- Slovénie. L'Europe en miniature
- Luang Prabang

### Thalia musée
Thalia Édition consacre une collection à part entière à la collaboration avec les musées en France et dans le monde francophone.
Principaux titres :
- Jean Cocteau. Sur les pas d'un magicien, sous la direction de Robert Rocca et Michel Bepoix. L'ouvrage dévoile les multiples expériences d'un créateur protéiforme à la personnalité artistique complexe : il aborda successivement la peinture, le dessin, la sculpture, la céramique, le théâtre, le cinéma, la chanson, la danse...
- Ivan Aïvazovski (1817-1900). La poésie de la mer
- Albert Marquet. Itinéraires maritimes
- Charles Lapicque le dérangeur, par Philippe Bouchet, 2009

### L'Art en galerie
Cette collection est consacrée aux évènements artistiques des galeries d’art et présente aussi un aspect ou une période précise du travail de l’artiste. Les Formes du vide, par Serge Mansau, en est le premier titre.

### Les cotes Akoun
Destinée aux chineurs, collectionneurs d’art, marchands et artistes, cette collection publie le plus important répertoire des noms de cotes existant avec plus de 79 850 peintres cotés.
- La Cote des peintres par Jacques-Armand Akoun
- La Cote des lithos par Jacques-Armand Akoun

## Liquidation judiciaire
Depuis le 10 novembre 2011, Thalia Édition est en liquidation judiciaire.